# Helge Thoma
Helge Thoma (* 30. Oktober 1936 in Mannheim) ist ein deutscher Theaterregisseur und -intendant.

## Leben
Thoma begann zunächst 1956/57 ein Musikstudium in seiner Geburtsstadt Mannheim. Dann studierte er Theaterwissenschaft in Wien mit Besuch des Max-Reinhardt-Seminars. 1960/61 hatte er ein Engagement an der Länderbühne Wien. 1962 wurde er Assistent des damaligen Intendanten Boleslaw Barlog am Schiller-Theater und am Schloßpark-Theater in Berlin. Er arbeitete als Regieassistent (u. a. bei Fritz Kortner, Heinz Hilpert und Ernst Schröder) und seit 1964 als Regisseur. Seine ersten Regiearbeiten hatten auf der Werkstattbühne des Schiller-Theaters ihre Premiere, u. a. die Horváth-Dramen Don Juan kommt aus dem Krieg und Figaro läßt sich scheiden.
Ab 1967 verantwortete er Schauspiel- und Operninszenierungen an verschiedenen Bühnen im deutschsprachigen Raum. 1967 inszenierte er am Theater Bielefeld erstmals eine Oper. Von 1968 bis 1970 war er Spielleiter am Deutschen Theater Göttingen, wo er u. a. Inszenierungen von Rolf Hochhuths Drama Die Soldaten und Horváths Dorf ohne Männer auf die Bühne brachte. Von 1971 bis 1975 war er Oberspielleiter des Schauspiels am Staatstheater Wiesbaden mit Schauspiel-Inszenierungen u. a. von Die Kleinbürger (Gorki), Floh im Ohr (Georges Feydeau), Sonnenuntergang (Isaak Babel), Maria Stuart (Schiller) und Das Käthchen von Heilbronn (Kleist); im Musiktheater-Bereich realisierte er in Wiesbaden Strawinskys Die Geschichte vom Soldaten.
Von 1976 bis 1981 war er Oberspielleiter an der Wiener Staatsoper; dort schuf er mehrere Inszenierungen. Von 1981 bis 1992 und ein zweites Mal ab der Spielzeit 1997/98 war er bis 1999 Intendant der Städtischen Bühnen Augsburg. Dazwischen war er als freier Regisseur (auch im Ausland) tätig.